# Ensenada Gardner
La Ensenada Gardner  (Coordenadas: 74°58′S 62°52′O / -74.967, -62.867) es un gran entrante marino ocupado por el hielo, situado en el lado suroeste de la Península de Bowman, en la costa este de la Tierra de Palmer perteneciente a la Antártida. 
Fue descubierta por la Expedición de Investigación Antártica Ronne (1947–1948) dirigida por Finn Ronne, quien le dio este nombre como reconocimiento a Irvine Clifton Gardner, un físico del Instituto Nacional de Estándares y Tecnología, y miembro de la Asociación Antártica Estadounidense, Inc., la organización creada para planificar y preparar la expedición. El trabajo de Gardner en el campo de la óptica aplicada a la fotografía aérea constituyó una contribución importante a esta técnica de exploración polar.